# Тихон (Бондаренко)
Архимандрит Тихон (Иван Иванович Бондаренко; 27 сентября 1947 — 31 августа 2007) — архимандрит Украинской православной церкви (Московского Патриархата).
Родился 27 сентября 1947 года в Макеевке в семье рабочих. В 1962 году окончил 8 классов средней школы, в 1967 году — Макеевский металлургический техникум. В 1973 году окончил Донецкий политехнический институт. С 1973 по 1974 год проходил службу в рядах советской армии. Окончил Одесскую духовную семинарию (в июле 1977 года) и был назначен референтом Одесского епархиального управления.
В 1981 году окончил Московскую духовную академию со званием кандидата богословия за сочинение на тему «Пастырское учение по письмам и проповедям епископа Феофана Затворника».
19 августа 1981 года был рукоположен в сан диакона митрополитом Одесским и Херсонеским Сергием (Петровым).
25 августа 1981 года принял монашеский постриг в Успенском мужском монастыре Одессы, 28 августа возведён в сан иеромонаха.
С июля 1981 года нес послушание секретаря Правления и преподавателя Одесской семинарии.
В апреле 1986 года стал инспектором Одесской семинарии и благочинным Одесского округа.
???? до 1992 года был по совместительству настоятелем Свято-Ильинского собора Одессы (ул. Пушкинская 79, ныне Свято-Ильинский мужской монастырь).
С апреля 1990 по декабрь 1994 года являлся депутатом Одесского областного совета.
С 10 января 1992 года по 28 июня 1993 года временно исполнял обязанности ректора Одесской духовной семинарии.
В 1992 году, во время раскола православной церкви, был ярым противником предоставления атокефалии Украинской православной церкви. Его позиция получила абсолютную поддержку среди духовенства и верующих Одесской епархии. Вследствие чего Архиепископ Одесский и Херсонский Лазарь, выступающий за предоставление автокефалии Украинской православной церкви, после неудачной попытки подавить недовольство духовенства с помощью спецназа МВД, был изгнан из Свято-Успенского Одесского монастыря. Перед ним закрылись ворота храмов.
Архимандрит Тихон был инициатором возрождения Свято-Пантелеимоновского мужского монастыря и возврата здания принадлежавшего в те времена одесскому планетарию (после многолетних судебных тяжб с государством). С 1993 года Архимандрит Тихон становится наместником Свято-Пантелеимоновского мужского монастыря в Одессе.
В январе 1996 года назначен настоятелем русских православных храмов в Праге (Чехия).
18 июля 1999 года, в связи с окончанием срока командировки, синодальным решением направлен в распоряжение Святейшего Патриарха.
Определением Св. Синода от 26-27 декабря 2001 года отозван из пределов Православной Церкви Чешских земель и Словакии и направлен в распоряжение Блаженнейшего митрополита Киевского и всея Украины Владимира.
С 2002 года преподавал, преподаватель Киевской духовной академии. Патрологию в Киевской духовной академии.
Скончался 31 августа 2007 года, после длительной болезни, в Макеевке Донецкой области.

## Награды
- орден равноапостольных Кирилла и Мефодия (27 сентября 1997 года, от митрополита Пражского Дорофея (Филипа).